# Dorfkirche Krümmel

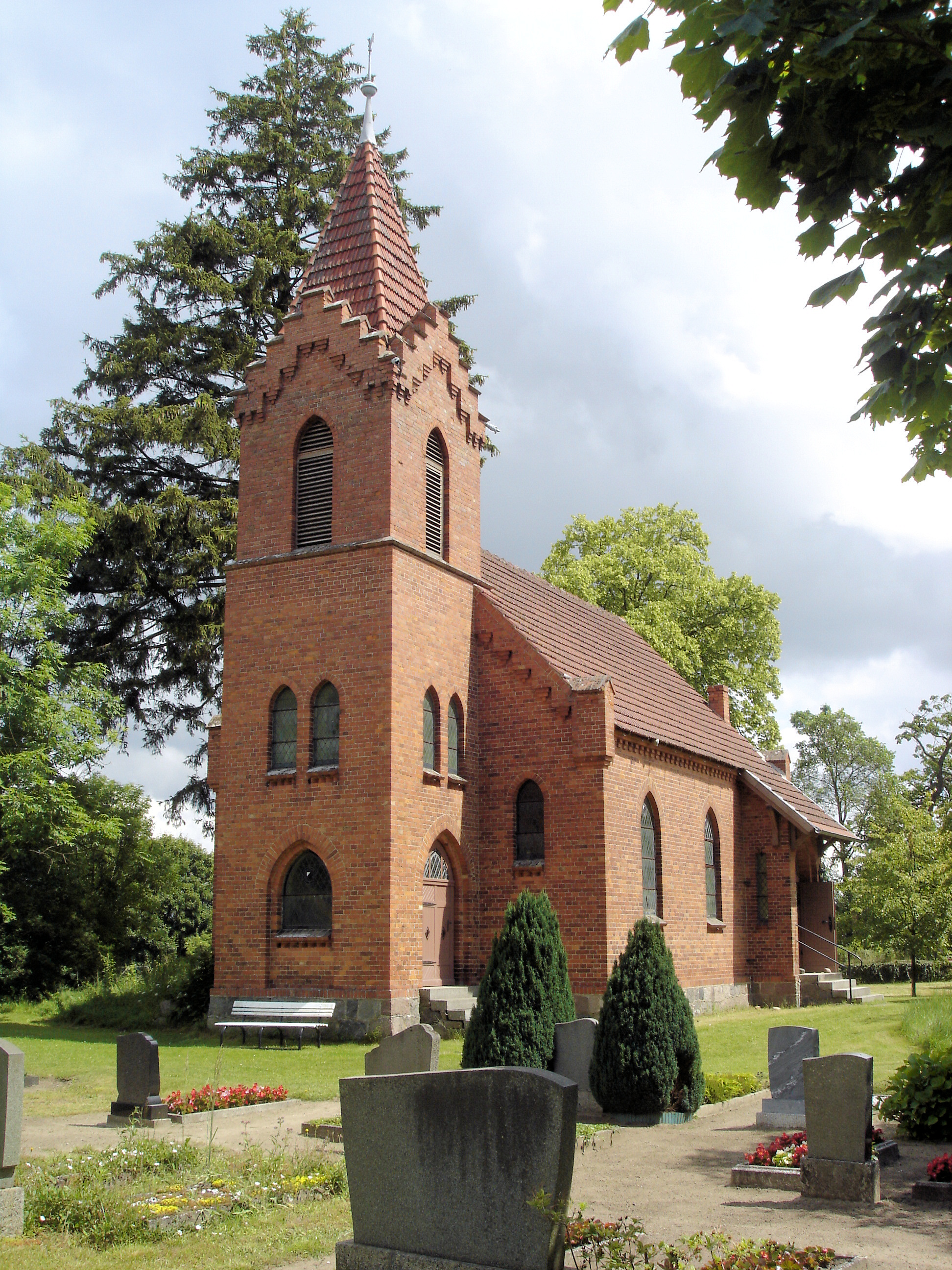
Dorfkirche Krümmel

Die Dorfkirche Krümmel in der Straße Im Dörp 25 in Krümmel im Landkreis Mecklenburgische Seenplatte ist eine kleine, 1911 errichtete, neugotische Backsteinkirche der Kirchgemeinde Schwarz.

## Geschichte
Krümmel wurde 1237 urkundlich erstmals erwähnt, als Fürst Nikolaus von Werle die Grenzen des Dobbertiner Klostergebietes im Lande Turne festlegte. 1274 wurden die Feldscheiden und Grenzen mit den Seen und Wäldern um Krümmel erneuert und erweitert.
Von 1606 bis 1609 erwarben die von Arenstorff erste Besitzanteile in Krümmel. Nach dem Dreißigjährigen Krieg kauften sie 1625 von den von Kerkberg die restlichen Besitzungen und die Schäferei in Göhren. Ab 1705 gehörte ganz Krümmel einschließlich der Gerichtsbarkeit und dem Kirchenpatronat derer von Arenstorff.
Über die kirchlichen Verhältnisse ist recht wenig bekannt, die Betreuung geschah im Laufe der Jahrhunderte von mehreren, wechselnden Orten in der näheren Umgebung aus. Von 1639 bis 1651 gehörte die Pfarre zu Mirow und ab 1690 finden sich einige Aufzeichnungen zu Krümmel im Mirower Kirchenbuch. Nach dem Beichtkinderverzeichnis von 1703 gehörte die Kirchgemeinde zu Alt Gaarz. 1712–1714, 1756–1783 und 1842–1871 war die Kirche zu Krümmel mit Lärz verbunden und ab 1872 bis 1920 gehörte sie zu Melz. Nach 2000 gehört Krümmel zur Kirchgemeinde Schwarz.
2011 wurde mit einem Festgottesdienst in Krümmel die 100-jährige Kirchweihe begangen.

## Baugeschichte
Vermutlich hat es nach 1300 im Dorf schon eine kleine Kirche gegeben, doch Hinweise und Belege dazu fehlen. Auch in den Berichten zu den Verwüstungen der Höfe und Bauernstellen während des Dreißigjährigen Krieges in Krümmel wurde die Kirche nicht erwähnt.
Vor 1734 hatten die von Arenstorff als Patron eine kleine Fachwerkkirche bauen lassen. Sie bestand aus einem ungeteilten Raum in Form eines länglichen Vierecks und war im Innern mit einer flachen Bretterdecke geschlossen. In der Wetterfahne des achteckigen Turmhelms war die Jahreszahl 1734 eingearbeitet worden. Im Turm hingen zwei Glocken ohne Inschrift, aber mit einem Gießerzeichen. Die Innenausstattung im Barockstil stammte aus dem 18. Jahrhundert. Dazu gehörten ein barocker Kanzelaltar, eine Nordempore und die Patronatslogen der Familien von Arenstorff. Neben den Allianzwappen aus Zinn auf der Empore befanden sich in den Glasfenstern weitere Familienwappen der von Arenstorff.
1896 erwarb Fürst Georg von Schaumburg-Lippe das Gut Krümmel mit dem Patronat der Kirche. Die Kirche befand sich baulich in keinem guten Zustand mehr und wurde 1909 abgetragen. Der Patron ließ neben den alten Fundamenten eine neue kleine, die heutige neugotische Kirchen bauen. Die Kirchweihe fand am 20. August 1911 mit Superintendent Leo statt.

### Äußeres
Die recht kleine neugotische Backsteinkirche hat einen vorgesetzten Westturm und einen eingezogenen, polygonalen Chor. Der umlaufende Sockel besteht aus behauenen Granitsteinen. Das Satteldach ist mit Biberschwanzziegeln eingedeckt. In der Nord- und Südwand und den drei Geschossen des Turmes befinden sich verglaste Spitzbogenfenster. Das Gesims und die Blenden am Kirchenschiff und dem Turm sind mit Verzierungen aus Backsteinen versehen. Der Eingang an der Südseite mit seiner spitzbogigen Tür wird durch ein Schleppdach geschützt.

### Inneres

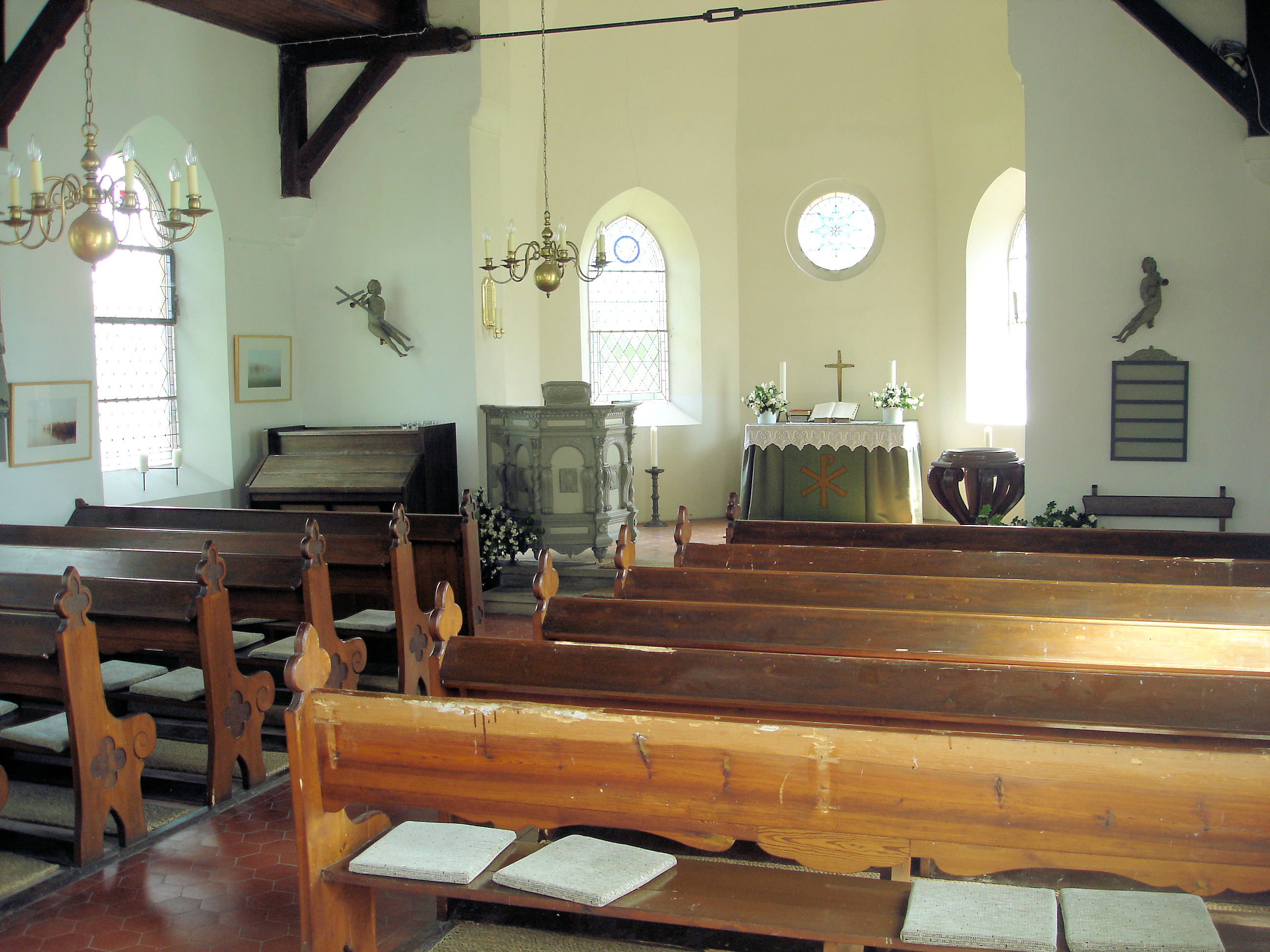
Innenraum

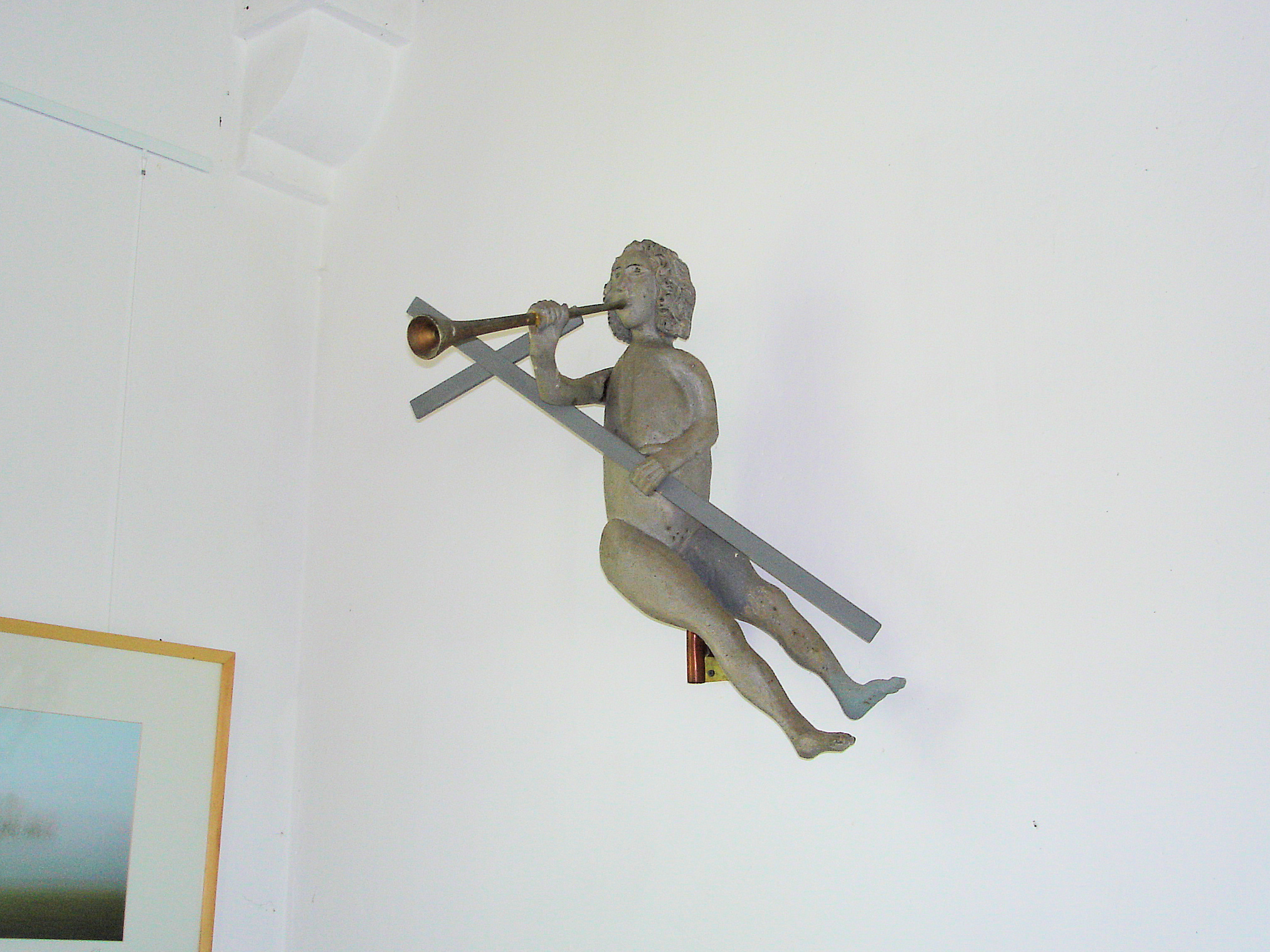
Posaunenengel

Das Innere der Kirche ist schlicht und einfach. Der barocke Kanzelaltar von 1734 wurde aus der abgebrochenen Kirche übernommen. Den nach 1970 nach Lärz ausgelagerten barocken Kanzelaltar hatte man 2004 wieder aufgestellt. Die Figuren des Kanzelfußes stehen nun an den Seitenwänden. An der Wand hängt ein Posaunenengel und im Altarbereich befindet sich noch eine geschnitzte Taufe. Eine Orgel war nicht vorhanden.
Die größere der beiden Glocken aus der 1911 abgebrochenen Vorgängerkirche wurde im Zweiten Weltkrieg eingeschmolzen. Die kleinere Glocke wird heute noch geläutet.

## Pastoren
Namen und Jahreszahlen bezeichnen die nachweisbare Erwähnung als Pastor.
- 1712–1715 Lücken
- 1782–1784 Adolf Hans Keller
- 1785–1792 Johann Gottlieb Heidensleben

### Gedruckte Quellen
- Mecklenburgisches Urkundenbuch (MUB)

### Ungedruckte Quellen
- Landeshauptarchiv Schwerin (LHAS)
  - LHAS 1.5-4/3 Urkunden Kloster Dobbertin.
  - LHAS 2.12-3/5 Kirchenvisitationen.
- Landeskirchliches Archiv Schwerin (LKAS)
  - LKAS, OKR Schwerin, Specialia Abt. 2. Die Pfarre zu Krümmel 1754–1934
  - LKAS, OKR Schwerin, Pfarrarchiv Lärz mit Boek, Diemitz, Krümmel, Rechlin. Bauten und Inventar, Pfarrchronik 1541–1951.